# Sarah Heinke
Sarah Kathleen Heinke nascida em 24 de Agosto de 1990 em Omaha, Nebrasca. É uma atriz estadunidense muito conhecida por fazer a dublagem da personagem "Moranguinho". Além da personagem Moranguinho, Sarah fez vários outros papéis na televisão.

## Principais trabalhos
- Milly e Molly (2009- presente) - Milly Anderson
- Strawberry Shortcake: Let's Dance (2007) - Strawberry Shortcake
- Moranguinho: O Natal da Moranguinho - Moranguinho
- Strawberry Shortcake: Berry Blossom Festival - Strawberry Shortcake
- Strawberry Shortcake: Cooking Up Fun (2006) - Strawberry Shortcake
- Strawberry Shortcake: The Sweet Dreams Movie - Strawberry Shortcake
- Strawberry Shortcake: Berry Fairy Tales (2006) - Strawberry Shortcake
- Moranguinho: Um Mundo de Amigos (2006) - Moranguinho
- Strawberry Shortcake: Dress Up Days (2005) - Strawberry Shortcake
- Strawberry Shortcake: Moonlight Mysteries (2005) - Strawberry Shortcake
- Strawberry Shortcake: Seaberry Beach Party (2005) - Strawberry Shortcake
- Strawberry Shortcake: Play Day Surprise (2005) - Strawberry Shortcake
- Moranguinho: Aventuras na Ilha do Sorvete (2004)  - Moranguinho
- Strawberry Shortcake: Best Pets Yet (2004) - Strawberry Shortcake
- Strawberry Shortcake: Meet Strawberry Shortcake (2003) - Strawberry Shortcake
- Strawberry Shortcake: Get Well Adventure (2003) - Strawberry Shortcake
- Moranguinho: Primavera para Moranguinho - Moranguinho
- It's a Miracle - Garotinha